# Lytta puberula
Lytta puberula är en skalbaggsart som beskrevs av Leconte 1866. Lytta puberula ingår i släktet Lytta och familjen oljebaggar. Inga underarter finns listade i Catalogue of Life.